# Rokomet na Poletnih olimpijskih igrah 1988
Rokomet na Poletnih olimpijskih igrah 1988. Tekmovanja so potekala za moške in ženske reprezentance.

## Dobitniki medalj
| Kategorija | Zlato | Srebro | Bron |
| Moški      | Sovjetska zveza Vjačeslav Atavin Igor Čumak Valerij Gopin Aleksander Karšakevič Andrej Lavrov Jurij Nesterov Voldemaras Novickis Aleksander Rimanov Konstantin Šarovarov Jurij Ševcov Georgij Sviridenko Aleksander Tučkin Andrej Tjumencev Mihail Vasiljev | Južna Koreja Choi Suk-Jae Kang Jae-Won Kim Jae-Hwan Koh Suk-Chang Lee Sang-Hyo Lim Jin-Suk Noh Hyun-Suk Oh Young-Ki Park Do-Hun Park Young-Dae Shim Jae-Hong Shin Young-Suk Yoon Tae-Il                                               | Jugoslavija Mirko Bašić Jožef Holpert Boris Jarak Slobodan Kuzmanovski Muhamed Memić Alvaro Načinović Goran Perkovac Zlatko Portner Iztok Puc Rolando Pušnik Momir Rnić Zlatko Saračević Irfan Smajlagić Ermin Velić Veselin Vujović                                        |
| Ženske     | Južna Koreja Han Hjun-Sook Ki Mi-Sook Kim Čoon-Rje Kim Hjun-Mee Kim Kjung-Soon Kim Mjung-Soon Lee Ki-Soon Lim Mi-Kjung Šon Mi-Na Song Dži-Hjun Suk Min-Hee Sung Kjung-Hva                                                                                   | Norveška Kjerstin Andersen Berit Digre Marte Eliasson Susann Goksør Trine Haltvik Hanne Hegh Hanne Hogness Vibeke Johnsen Kristin Midthun Karin Pettersen Karin Singstad Annette Skotvoll Ingrid Steen Heidi Sundal Cathrine Svendsen | Sovjetska zveza Natalija Anisimova Marina Bažanova Tatjana Džandžgava Jelina Guseva Tetjana Horb Larisa Karlova Natalija Lapitska Svitlana Mankova Natalija Matrjuk Natalija Morskova Olena Nemaškalo Natalija Rusnačenko Olha Semenova Jevhenija Tovstohan Zinajda Turčina |

## Medalje po državah
| Poz    | Država          | Zlato | Srebro | Bron | Skupaj |
| 1      | Južna Koreja    | 1     | 1      | 0    | 2      |
| 2      | Sovjetska zveza | 1     | 0      | 1    | 2      |
| 3      | Norveška        | 0     | 1      | 0    | 1      |
| 4      | Jugoslavija     | 0     | 0      | 1    | 1      |
| Skupaj | Skupaj          | 2     | 2      | 2    | 6      |